# Prilipeț, Caraș-Severin
Prilipeț (Pîrlipăț) este un sat în comuna Bozovici din județul Caraș-Severin, Banat, România.

## Personalități locale
Aici s-a născut, la 14 iulie 1822, Traian Doda, general, personalitate de seamă a mișcării pentru emanciparea românilor bănățeni din secolul XIX. A decedat la Caransebeș la 16 iulie 1895.

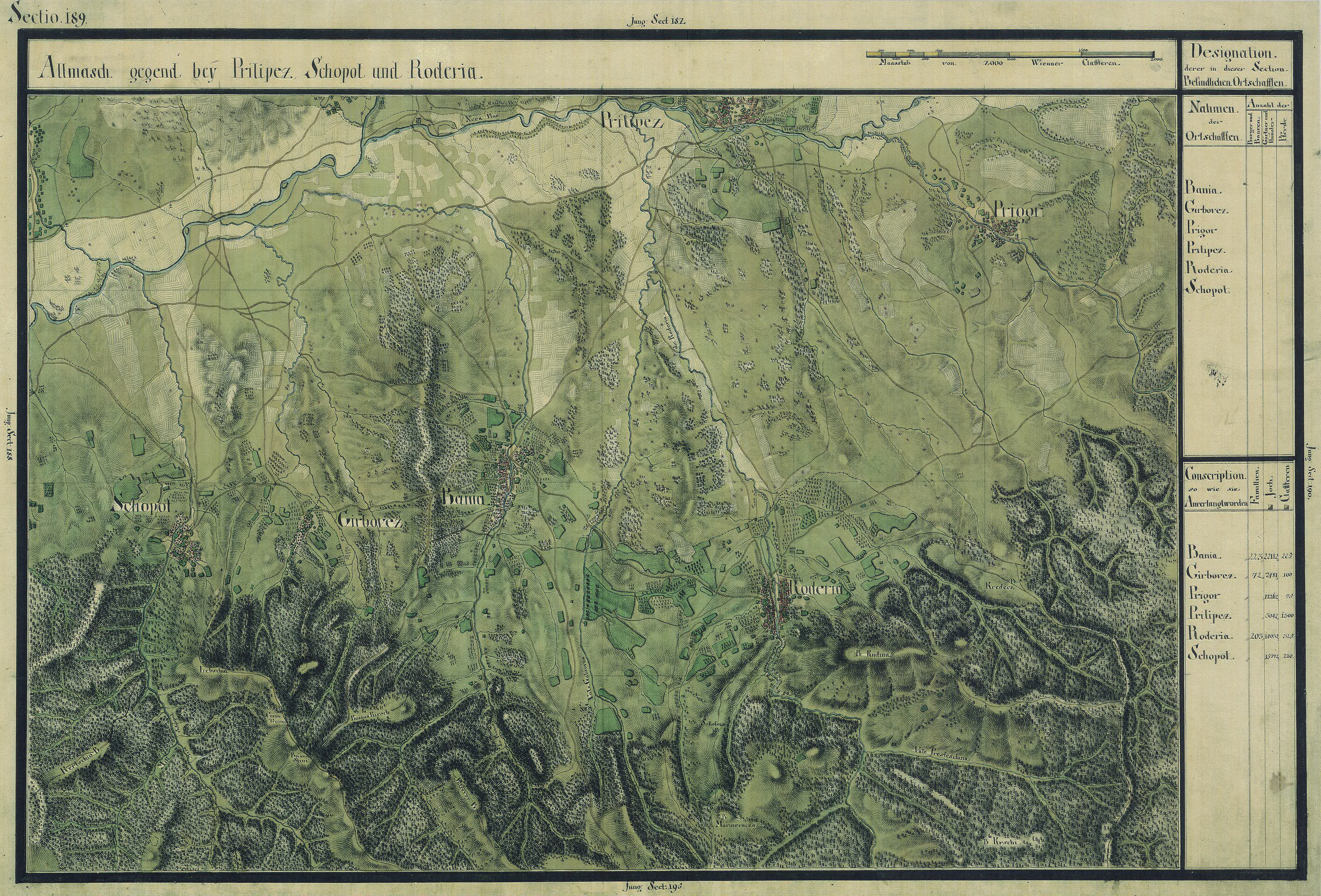
Prilipeț în Harta Iosefină a Banatului, 1769-72